# Шмульян, Георгий Теодорович
Георгий Теодорович Шмульян (13 июля 1940, Таганрог — 24 июля 2012, Таганрог) — таганрогский краевед и шашист. Мастер спорта СССР по русским шашкам (1972).

## Биография
Сын шашиста и шашечного теоретика Теодора Лейбовича Шмульяна, племянник математика В. Л. Шмульяна.
Окончил с золотой медалью среднюю школу № 2 им. А. П. Чехова (1957). Выпускник Таганрогского государственного радиотехнического института (1962). Работал на оборонном предприятии в Красноармейске (1962—1965), старшим инженером Таганрогского научно-исследовательского института связи (1965—1973), затем начальником сектора разработки автоматизированных систем управления предприятием на Таганрогском металлургическом заводе (1973—1999). Написал свыше двухсот статей для «Энциклопедии Таганрога», опубликовал библиографические работы по истории города, сотрудничал в газетах «Таганрогская правда», «Ветеран Дона», «Городская площадь», «Таганрогский вестник», «Грани месяца», «Вехи Таганрога». Его пьеса «Последняя страница», основанная на переписке А. П. Чехова с О. Л. Книппер-Чеховой, была поставлена в Таганрогском драматическом театре в 2005 году.
Автор книг «Таганрог глазами современников» (2001), «Разное» (сборник: стихи и юмористические рассказы, «Повесть о походе Игоревом, Игоря сына Святослава, внука Олегова» в пересказе Т. Л. Шмульяна, 2009. — 301 с.), «Краеведческое» (2010. — 160 с.), «С любовью к Чехову» (2010. — 351 с.), «Палиндромы. Переводы» (2010). Многократный чемпион Таганрога по шашкам.